# 唐振生
唐振生（1920年—2010年），男，直隶成安人，中华人民共和国政治人物，曾任中共湖北省委组织部副部长，湖北省政协副主席。